# Marktbergel
Marktbergel är en köping (Markt) i Landkreis Neustadt an der Aisch-Bad Windsheim i Regierungsbezirk Mittelfranken i förbundslandet Bayern i Tyskland.
Köpingen ingår i kommunalförbundet Burgbernheim tillsammans med staden Burgbernheim och kommunerna Gallmersgarten och Illesheim.